# Minicosa neptuna
Minicosa neptuna là một loài nhện trong họ Lycosidae. Chúng được Mark Alderweireldt & Rudy Jocqué miêu tả năm 2007.